# Hanga hundi
L'hanga hundi (ou kwasengen) est une langue papoue parlée en Papouasie-Nouvelle-Guinée, dans le district de Pawgi de la province de Sepik oriental.

## Classification
L'hanga hundi est une des langues ndu, au sein desquelles il est plus particulièrement apparenté à l'ambulas.

## Phonologie
Les  voyelles de l'hanga hundi sont :

### Voyelles
|           | Antérieure | Centrale | Postérieure |
| --------- | ---------- | -------- | ----------- |
| Fermée    | i [i]      | ɨ [ɨ]    | u [u]       |
| Mi-fermée | e [e]      |          | o [o]       |
| Ouverte   |            |          | ɑ [ɑ]       |

### Consonnes
Les consonnes de l'hanga hundi sont :
|              |              | Bilabiales | Alvéolaires | Dorsales | Dorsales |
| ------------ | ------------ | ---------- | ----------- | -------- | -------- |
| Palatales    | Vélaires     | Bilabiales | Alvéolaires |          |          |
| Occlusives   | Sourde       |            | t [t]       |          | k [k]    |
| Occlusives   | Prénasalisée | mb [m͡b]    | nd [n͡d]     |          | ŋg [ŋ͡g]  |
| Fricative    | Sourde       | ɸ [ɸ]      | s [s]       |          | ɣ [ɣ]    |
| Fricative    | Prénasalisée |            |             | nʝ [n͡ʝ]  |          |
| Nasale       | Nasale       | m [m]      | n [n]       | ɲ [ ɲ]   |          |
| Latérale     | Latérale     |            | l [l]       |          |          |
| Battue       | Battue       |            | ɾ [ɾ]       |          |          |
| Semi-voyelle | Semi-voyelle | w [w]      |             | y [ j]   |          |

## Sources
- (en) Anonyme, 2011, Hanga Hundi Organised phonology Data, manuscrit, Ukarumpa, SIL International.